# Магнолія (Огайо)
Магнолія (англ. Magnolia) — селище (англ. village) в США, в округах Старк і Керролл штату Огайо. Населення — 1013 особи (2020).

## Географія
Магнолія розташована за координатами 40°39′11″ пн. ш. 81°17′30″ зх. д. / 40.65306° пн. ш. 81.29167° зх. д. (40.653192, -81.291682).  За даними Бюро перепису населення США в 2010 році селище мало площу 2,25 км², уся площа — суходіл.

## Демографія
Згідно з переписом 2010 року, у селищі мешкало 978 осіб у 384 домогосподарствах у складі 266 родин. Густота населення становила 435 осіб/км².  Було 418 помешкань (186/км²).
Расовий склад населення:
| - 97,8 % — білих - 0,3 % — корінних американців - 0,3 % — азіатів - 0,2 % — чорних або афроамериканців |

До двох чи більше рас належало 1,3 %. Частка іспаномовних становила 1,2 % від усіх жителів.
За віковим діапазоном населення розподілялося таким чином: 26,0 % — особи молодші 18 років, 59,1 % — особи у віці 18—64 років, 14,9 % — особи у віці 65 років та старші. Медіана віку мешканця становила 38,9 року. На 100 осіб жіночої статі у селищі припадало 102,1 чоловіків;  на 100 жінок у віці від 18 років та старших — 103,4 чоловіків також старших 18 років.
Середній дохід на одне домашнє господарство  становив 63 205 доларів США (медіана — 54 091), а середній дохід на одну сім'ю — 71 229 доларів (медіана — 66 042). Медіана доходів становила 44 464 долари для чоловіків та 31 534 долари для жінок. За межею бідності перебувало 13,2 % осіб, у тому числі 32,5 % дітей у віці до 18 років та 0,0 % осіб у віці 65 років та старших.
Цивільне працевлаштоване населення становило 468 осіб. Основні галузі зайнятості: виробництво — 21,2 %, освіта, охорона здоров'я та соціальна допомога — 20,1 %, мистецтво, розваги та відпочинок — 10,5 %, роздрібна торгівля — 9,8 %.